# Mutter-Teresa-Kathedrale

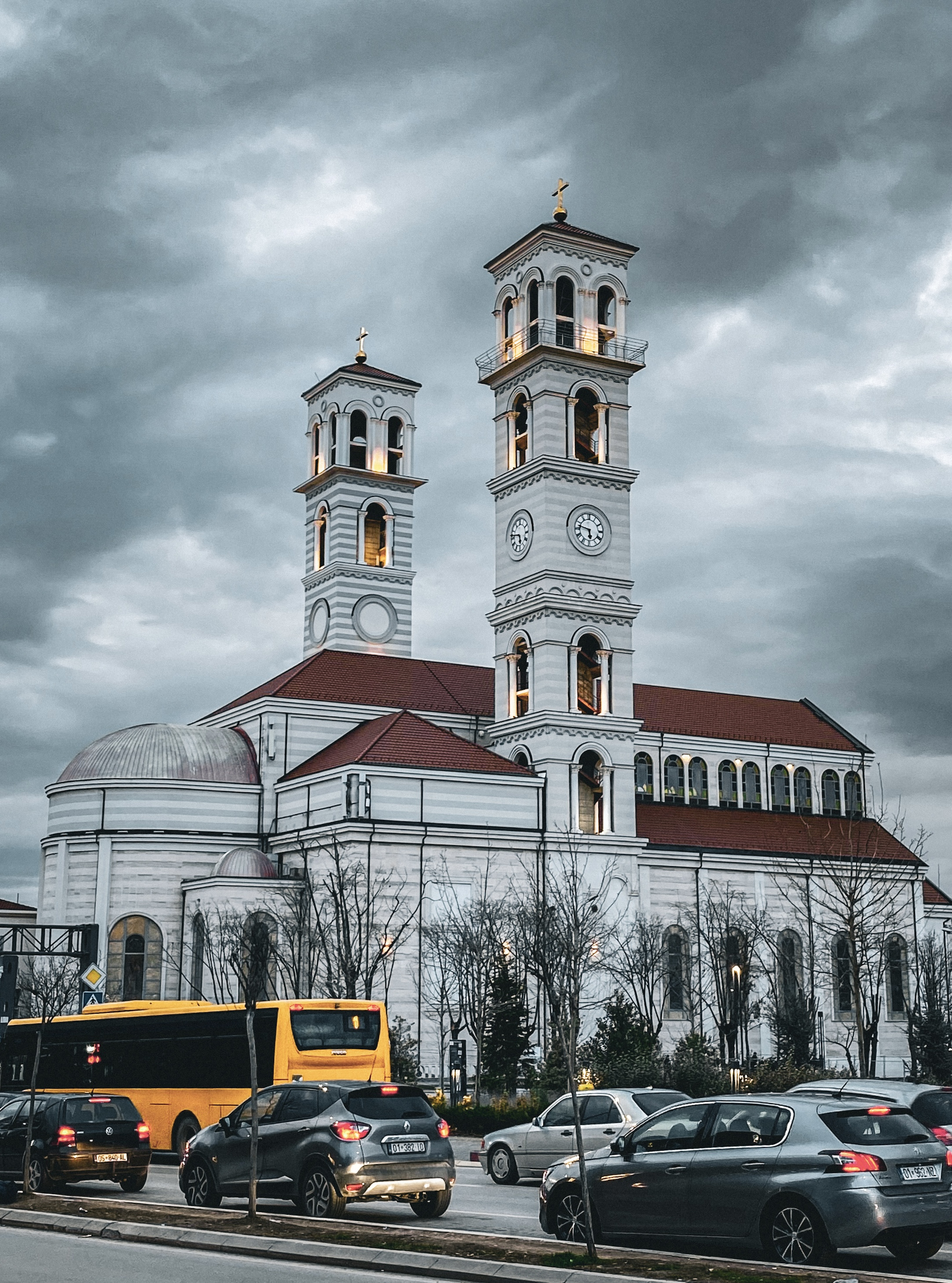
Mutter-Teresa-Kathedrale (2025)

Die Mutter-Teresa-Kathedrale (albanisch Katedralja e së Lumes Nënë Tereza) ist eine römisch-katholische Kathedrale in der kosovarischen Hauptstadt Pristina. Sie ist Konkathedrale des Bistums Prizren-Pristina.

## Geschichte
Den Bau des Gotteshauses leitete der frühere Präsident des Kosovo, Ibrahim Rugova, ein. Die Grundsteinlegung fand am 26. August 2003 statt, die Bauarbeiten begannen jedoch erst am 5. September 2007. 2010 wurde der Weihegottesdienst gefeiert, an dem zahlreiche Politiker und Geistliche des Landes teilnahmen. Die Kathedrale erhielt ihren Namen zu Ehren von Mutter Teresa. 2015 sollten die Bauarbeiten voraussichtlich ganz abgeschlossen werden, was jedoch nicht eingehalten werden konnte. Am 3. September 2017 wurde die Kathedrale durch Kardinal Ernest Simoni geweiht. Anlass war der 20. Todestag (5. September) und der erste Jahrestag der Heiligsprechung (4. September) von Mutter Teresa, die Patronin der Kirche ist.
Gleich neben der Kathedrale wurde auch die Residenz des kosovarischen Bischofs gebaut.

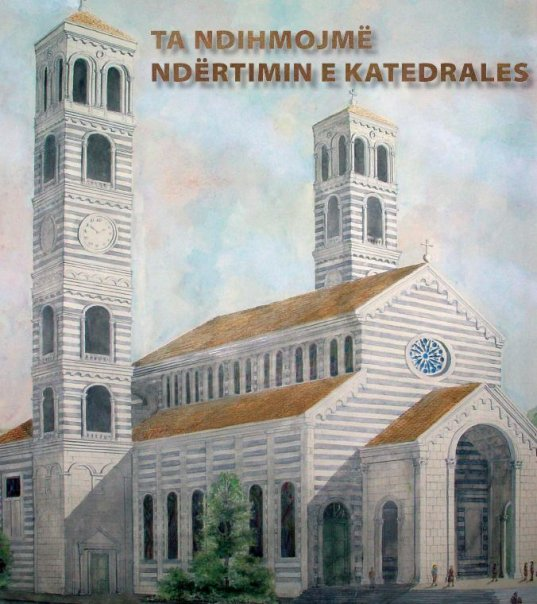
Aquarell mit Aufruf (albanisch) zur Unterstützung des Baus der Kathedrale

Die Kosten betrugen 2010 über € 1 Mio., welche von Privatpersonen gespendet wurden. Im Januar 2016 organisierte der New Yorker Kongressabgeordnete albanischer Herkunft Joseph J. DioGuardi eine Veranstaltung, bei welcher vonseiten der albanischen Diaspora in den USA US$ 1,3 Mio. für die Kathedrale gestiftet wurden. Allein der muslimisch-albanische Geschäftsmann Jim Xhema spendete eine Summe in Höhe von US$ 100.000.
Bei den kosovarischen Muslimen wurden Stimmen laut, neben der Kathedrale als Symbol der Religionen-Harmonie eine neue große Moschee zu errichten. Denn bis heute verfügen die Muslime in Pristina über keine eigene Großmoschee. Die meisten stammen aus osmanischer Zeit und in den Gebetssälen herrscht seit langem Platzmangel. Die kontroverse Debatte um die Planung einer solchen Moschee eskalierte schon einige Male in Protestaktionen von auf Straßen betenden Muslimen. Immer wieder musste die Polizei eingreifen und die Menge auflösen.
Von März bis November 2021 wurde in der Kathedrale eine Orgel aufgebaut. Sie stammt aus der profanierten Pallotti-Kirche in Rheinbach und ist ein Geschenk der Pallottiner. Sie ist ein Werk der Orgelbaufirma Kemper aus dem Jahr 1972. Kemper baute damals nur drei Werke (Pedal, Hauptwerk, Schwellwerk). Das letzte Werk wurde 1984 von Hugo Mayer gebaut, da Kemper zu dieser Zeit nicht mehr existierte. Auf drei Manualen und einem Pedal besitzt die Orgel 42 Register und ca. 3500 Pfeifen. Die Orgel bekam einen neuen Prospekt, eine Setzeranlage sowie einen zweiten Spieltisch.

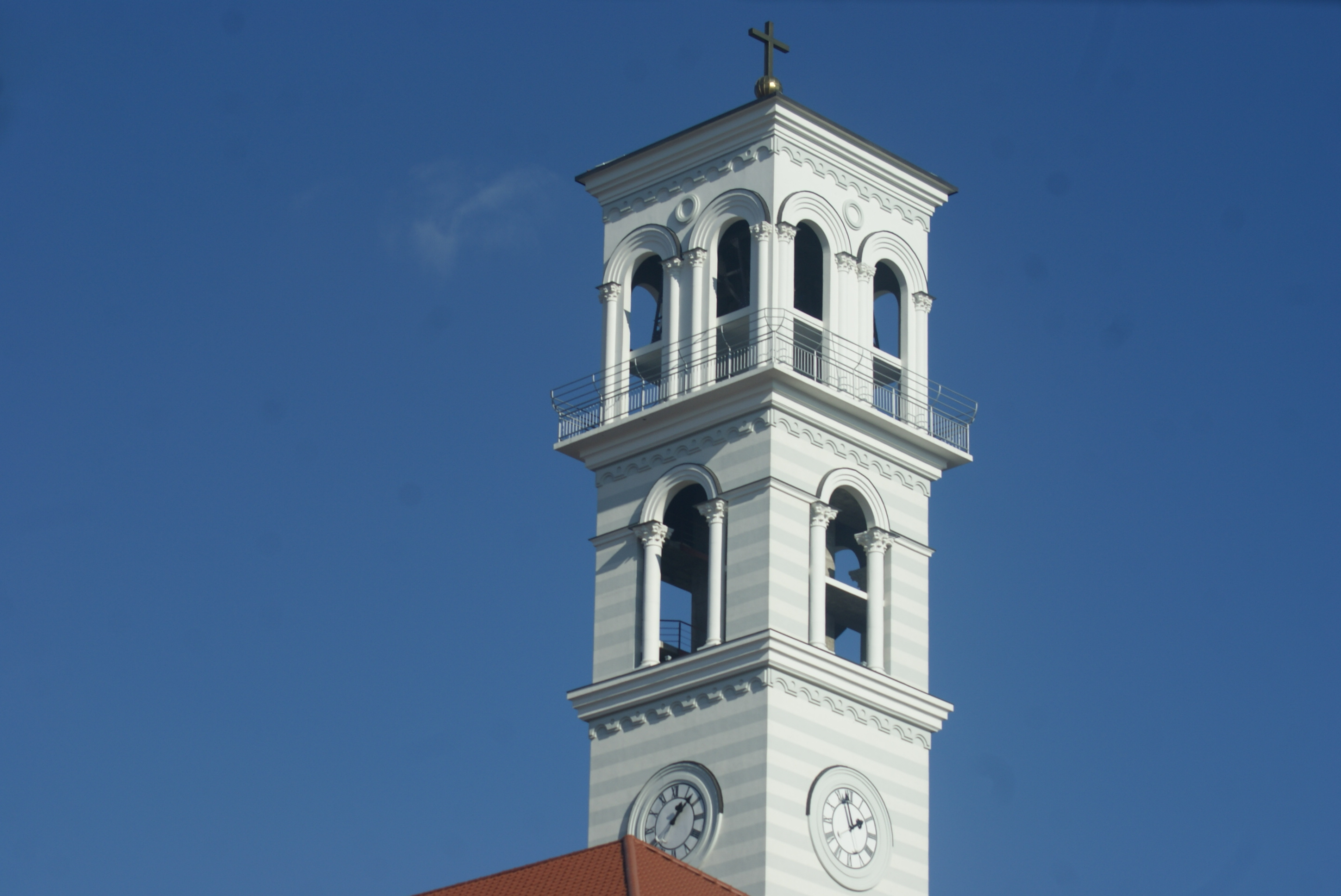
Oberer Teil des Turms (2014)

## Architektur
Die Mutter-Teresa-Kathedrale ist eine dreischiffige Basilika in modern adaptierten Formen der italienischen Romanik mit Querhaus und Apsis im Süden. An der Ost- und Westseite ist jeweils ein angebauter 70 m hoher Glockenturm. In der Baugestalt ist sie eine vergrößerte Nachbildung der Kathedrale Unserer lieben Frau von der immerwährenden Hilfe in Prizren. Das Kirchengebäude ist 32,50 Meter hoch, 42,30 Meter breit und 77,40 Meter lang.